# 高田翼
高田 翼（たかだ つばさ、1990年3月24日 - ）は、日本の作曲家、編曲家、ギタリスト。Diosta inc.所属。

## 携わった作品
- （順不同）

GReeeeN
- 始まりの唄（共編曲）
- 笑顔（共編曲）
- ナビノビ!（編曲）
- あるいテコテコ（編曲）[3][4]
- eeeeveryday（編曲）
- アリアリガトウ（編曲）
- U R not alone（共編曲）
- 恋（共編曲）
- 声～koe2018～（編曲）
- 超・風（共編曲）
- 贈る言葉（編曲）
- バンバンザイ（共編曲）
- 勝ちドキ（編曲）

AVAM
- Only want you　（編曲）

- Merry snow party　（編曲）
- めいく♡まーきんぐ（編曲　ギター）
- キャット×アンビバレント（編曲）

- ビトレイアー（編曲）

- あいしてLOVE IT♡（編曲　ギター）
- トキメキSOS！（編曲）
- 心臓（編曲　ギター）
- イマジナリー（編曲）
- ♡ゔぁいぱーびぃむ♡（編曲）
- 今日、依存して。（編曲　ギター）
- Kiss&Bite Me!（編曲）
- シークレットメモリー（編曲）
- アンチロイヤル（編曲）
- Sweetie:Bitter （編曲）
- you are my♰Cinderella（編曲 ギター）
- 君色シンドローム（編曲 ギター）

IDOLiSH7
- Encounter Love Song 　（共作編曲）

ももいろクローバーZ
- 背番号（ストリングスアレンジ）

NEWS
- U R not alone（編曲）

ジャニーズWEST
- HEY!!!!!!!（共編曲）

Ado
- 会いたくて（ストリングスアレンジ）

みゆはん
- キヲク（編曲）
- Never too late（編曲）
- ユウナ（編曲）
- ウワノソラ（編曲）

イーブイマーチ（ギター）
- ダンシングメトロノーム（編曲）
- ぼくのフレンド(acoustic ver.)（編曲）
- ストラト（編曲）
- 青い鳥（ギター）
- 君と僕のラブストーリー<メロコアver.>（編曲）
- No me（ギター）
- 一年半の僕ら（編曲）
- すこぶるウサギ（編曲）

HoneyWorks feat. 明智咲(緑川光)
- 元生徒   (共作編曲)

Full Throttle4
- Blue (共作編曲)

やなぎなぎ
- 夜天幕（共編曲）

#らぶしっく
- すとーきんぐ♡LOVE（編曲）

XP!A
- overkill　　（編曲）

▷ せーぶぽいんと
- ▷ LOVE GAME　（編曲　ギター）

焚吐
- コトロール・ミー（編曲）
- 返してよ（共編曲）
- モラトリアム（ギター）
- 時速40000kmの孤独（共編曲）
- 天使の寿命（編曲）[5]
- だって全部僕だから（アコースティック・ギター）

遊助
- 君ドリーム 遊turing GReeeeN（共編曲）[6]

氷川きよし
- 碧し（共編曲）

グリーンボーイズ
- キセキ（編曲）
- 道（編曲）

横浜流星
- 今日もいい天気 feat. Rover（ベリーグッドマン）（共編曲）
- 未完成（ギター）

アキシブproject
- Summer☆Summer（共作詞/作曲/編曲）
- Fighting Stars（作詞/作曲/編曲）
- ナツラブ（編曲）
- Hola!Hola!Summer（ギター）
- Be yourself（作詞/作曲/編曲）

FYT
- ローマの平日（作曲）

閃光ロードショー
- ローマの平日（作曲）

whiteeeen
- 卒業ソング（編曲）
- 君想い（共編曲）
- メロディー（作曲/編曲）
- ゼロ恋（編曲）
- 恋のテンキヨホウ zerokoi Ver（編曲）
- 愛唄　X'mas Ver（編曲）
- テトテ with GReeeeN（共編曲）
- 夏の大三角形（作曲/編曲）
- ハニートースト（共編曲）
- やばちょ（編曲）

伊東歌詞太郎
- 鏡の国のアリス（ギター）

ぽこた
- 愛憎ジレンマ（ギター）

DREAM BOYS JET
- 一部劇判（作曲/編曲）

## テレビアニメ・ゲーム
真・三國無双7 キャラクターソング集3~蜀
- No way back ~姜維(cv.菅沼久義)（作曲/編曲）

Readyyy!
- 摩天ロケット『キミが見た空は』（編曲）
- Just4U『Four Jump』（編曲）

けものフレンズ2 『フレンズビート!』
- 蝙蝠晩餐会　ナミチスイコウモリ (cv.みゆはん)（編曲）

## サポート
- みゆはん 1st ワンマンライブ「よだれまみれ」マイナビBlitz赤坂[7]
- 降幡愛　2ndワンマンツアー「降幡 愛 2nd Live Tour “ATTENTION PLEASE!”」
- GReeeeN 2023年1月 アリーナ公演

2023年1月7日（土）
大阪・大阪城ホール」
2023年1月22日（日）
東京・国立代々木競技場 第一体育館

## 出演
- TBS 音楽番組『ライブB♪』 焚吐サポート[8]